# Andrea Giunta
Andrea Graciela Giunta (Buenos Aires, 5 de mayo de 1960) es una historiadora del arte, investigadora y curadora de exposiciones de arte argentina.

## Biografía
Realizó sus estudios secundarios en el colegio franciscano Instituto Tierra Santa y en la Escuela Normal Superior Número 4 en Buenos Aires. 
Se graduó como Licenciada en Historia del Arte en la Facultad de Filosofía y Letras de la Universidad de Buenos Aires, donde también obtuvo su título de Doctora en Filosofía (especialización en Artes).
Recibió becas del Centro para Estudios Avanzados de Artes Visuales de la National Gallery of Art, de la J. Paul Getty Foundation, de la John Simon Guggenheim Memorial Foundation.
Fue directora fundadora del CeDIP, Centro de Documentación, Investigación y Publicaciones del Centro Cultural Recoleta de Buenos Aires (2006-2007) e integró el Comité Asesor que dirigió el Museo Nacional de Bellas Artes, Argentina (2006-2007).
En 2007 recibió la Beca Harrington de la University of Texas at Austin, donde fue Chair in Latin American Art History and Criticism y Directora Fundadora de CLAVIS (Center for Latin American Visual Studies) (2009-2013), desde donde dirigió tres conferencias para investigadores emergentes en los estudios sobre arte de América Latina.
En 2013 fue Directora Fundadora del Centro de Arte Experimental de la Universidad Nacional de San Martín (2013-2015). Desde 2014 integra el Comité Científico Artístico del MALBA -Museo de Arte Latinoamericano de Buenos Aires.
Recibió el Premio Konex en cuatro oportunidades, dos en Humanidades (2016, 2006) y dos en Letras (2024, 2004), siendo la última el Konex de Platino.
Fue Profesora Visitante de Duke University (1998 y 2000), de la Universidad de Monterrey (2000-2001), de la École des Hautes Études en Sciences Sociales, París (2014); de la Universidad Nacional Autónoma de México (2016); Tinker Visiting Professor de la Universidad de Columbia, Nueva York (2017), entre otras. Pronunció conferencias en museos que incluyen el Museo Nacional de Bellas Artes y el Museo de Arte Latinoamericano de Buenos Aires; el MoMA de Nueva York; el Bahnhof Museum de Berlín; el Haus der Kunst de Munich; el Museo Centro de Arte Reina Sofía de Madrid. Ha sido conferencista invitada en numerosas universidades que incluyen Harvard University, University of California, Berkeley; Art Institute de Chicago; Princeton University, New York; New York University; École des Hautes Études en Sciences Sociales, París.
Su trabajo de investigación se centra en el arte argentino, latinoamericano e internacional desde la posguerra hasta el presente. El eje de sus contribuciones radica en el poder de las imágenes, sus usos políticos, así como en los debates que provocan en distintos contextos. En tal sentido ha analizado los procesos de internacionalización del arte argentino y latinoamericano en el contexto de la Guerra Fría en su etapa latinoamericana, caracterizado por la Revolución cubana, el conflicto de los misiles y la Alianza para el progreso. También las polémicas que produjeron con la Iglesia argentina las obras del artista argentino León Ferrari, y especialmente los estudios sobre Guernica, de Pablo Picasso, y el poder que la obra ha construido en sus itinerarios por distintos museos y galerías del mundo. Sus investigaciones versan también sobre las estrategias visuales de las imágenes en relación con los derechos humanos y con las dictaduras, particularmente en Argentina. Su área de investigación también se centra en los estudios de género que desarrolla desde comienzos de los años noventa, y que se inscriben en una perspectiva feminista desde 2010, cuando comienza la investigación para la exposición Radical Women. Latin American Art, 1960-1985 (Hammer Museum y Brooklyn Museum, 2017, Pinacoteca de Sao Paulo, 2018).
En sus publicaciones es central el concepto de “vanguardias simultáneas”, contrapuesto al de vanguardias “periféricas” o "decentradas", para referirse a las vanguardias artísticas desde 1945, durante la posguerra, en distintas metrópolis del mundo; el de “emancipación de los cuerpos” para referirse al proceso que produjeron los feminismos artísticos entre los años 60s y 80s; el de “monumento-memorial móvil” para conceptualizar la pintura de Pablo Picasso, Guernica; o el de “imágenes manifiesto” para analizar el poder de las imágenes en el arte moderno de América Latina.
Ha sido curadora de exposiciones nacionales e internacionales entre las que se destacan Radical Women. Latin American Art, 1960-1985, co-curadora con Cecilia Fajardo-Hill, Hammer Museum, Los Angeles; Brooklyn Museum, Nueva York; Pinacoteca del Estado de São Paulo, San Pablo (2017-2018); Verboamérica, co-curadora con Agustín Pérez Rubio, MALBA, Museo de Arte Latinoamericano de Buenos Aires (2016-2018); Extranjeros en la cultura y en la tecnología, co-curada con Néstor García Canclini, Fundación Telefónica, Buenos Aires; Museo de Arte Contemporáneo, Universidad Nacional Autónoma de México (2009-2012); León Ferrari. Obras 1976-2008, co-curadora con Liliana Piñeiro, Museo de Arte Carrillo Gil, México D.F. (2008); León Ferrari Retrospectiva, 1954-2004, Centro Cultural Recoleta, Pinacoteca del Estado de São Paulo (2004-2006); [en tránsito] señales presentes, México-Argentina, co-curadora con Paloma Porrás, Fundación Banco Patricios, Museo Universitario del Chopo, México D. F. (1996-1997).
Se desempeña como iInvestigadora Principal del CONICET (Consejo Nacional de Investigaciones Científicas y Técnicas, Argentina), profesora titular Regular de Arte Latinoamericano Moderno y Contemporáneo (Historia del Arte Americano II) y profesora Asociada Regular de Arte Internacional Moderno y Contemporáneo (Historia de las Artes Plásticas VI) en la Facultad de Filosofía y Letras de la Universidad de Buenos Aires. Es investigadora del IIEGE (Instituto Interdisciplinario de Estudios de Género) de la Universidad de Buenos Aires.

## Premios
- 2024 Konex de Platino Letras (2014-2024) en Ensayo sobre Artes.
- 2017 39th annual George Wittenborn Memorial Book Award, The Art Libraries Society of North America (ARLIS/NA)
- 2017 Reconocimiento de la Universidad de Buenos Aires.
- 2016 Konex Humanidades (2006-2016) en Estética, Teoría e Historia del Arte.
- 2008 Universidad de Buenos Aires. Reconocimiento trianual.
- 2006 Konex Humandidades (1996-2006) en Estética, Teoría e Historia del Arte.
- 2005 Asociación Argentina de Críticos de Arte, mejor libro del año, Andrea Giunta (editor), León Ferrari. Retrospectiva. Obras 1954-2004, Ediciones Centro Cultural Recoleta-Malba, 2004.
- 2005 Asociación Argentina de Críticos de Arte, mejor exhibición del año: León Ferrari. Retrospectiva. Obras 1954-2004. Curador: Andrea Giunta. Centro Cultural Recoleta, 2004-2005.
- 2004 Reconocimiento de la Cámara de Diputados de la Nación por la labor profesional en el campo de la Ciencia y Tecnología.
- 2004 Konex, Letras Argentinas (1994-2003) en Ensayo de Arte.
- 2002 Asociación Argentina de Críticos de Arte, mejor libro del año (Vanguardia, internacionalismo y política. Arte argentino en los años sesenta, Paidós, Buenos Aires, 2001).
- 2002 Premio Arvey Fundation de la Association of Latin American Art (afiliada al College Art Association), mejor libro de investigación en Arte Latinoamericano desde los tiempos prehispánicos hasta el presente (Vanguardia, internacionalismo y política. Arte argentino en los años sesenta, Paidós, Buenos Aires, 2001).
- 2001 Asociación Argentina de Críticos de Arte, mejor ensayo del año.
- 1994 Premio a la producción científica, Universidad de Buenos Aires.
- 1991 Asociación Argentina de Críticos de Arte,  mejor ensayo del año.
- 1989 Premio Bienal de la Crítica de Arte “Jorge Feinsilber”, Fundación Jorge Feinsilber, Buenos Aires.

## Publicaciones
- Diversidad y arte latinoamericano. Historias de artistas que rompieron el techo de cristal, Siglo XXI, 2024, ISBN 978-84-323-2101-6.
- Feminismo y arte latinoamericano. Historias de artistas que emanciparon los cuerpos, Buenos Aires, Siglo XXI, 2018.
- Radical Women. Latin American Art, 1960-1985 (con Cecilia Fajardo-Hill), Prestel-Hammer Museum, 2017.
- Verboamérica (con Agustín Pérez Rubio), Buenos Aires, MALBA, 2016.
- ¿Cuándo empieza el arte contemporáneo? / When Does Contemporary Art Begins?, Buenos Aires, ArteBA, 2014.
- Escribir las imágenes. Ensayos sobre arte argentino y latinoamericano, Buenos Aires, Siglo XXI, 2011.
- Objetos mutantes. Acerca del arte más contemporáneo, Santiago de Chile, Palinodia, 2010.
- Poscrisis. Arte argentino después del 2001, Buenos Aires, Siglo XXI, 2009.
- El Guernica de Picasso. El poder de la representación: Europa, Estados Unidos y América Latina (Ed.), Buenos Aires, Biblos, 2009.
- Vanguardia, internacionalismo y política. Arte argentino en los años sesenta, Buenos Aires, Siglo XXI, 2008, 2015 (edición corregida y aumentada)
- León Ferrari, Works 1976-2008 (Ed.), RM Publishers, México City, 2008.
- El Caso Ferrari. Debates y polémicas durante la Retrospectiva realizada en el Centro Cultural Recoleta, Buenos Aires, Licopodio, 2008.
- Avant-Garde, Internationalism and Politics. Argentinean Art in the Sixties, Durham & London, Duke University Press, 2007.
- León Ferrari. Retrospectiva, obras 1954-2006 (Ed.), Sao Paulo, Cosacnaify, 2006.
- Arte de posguerra. Jorge Romero Brest y la revista Ver y Estimar, (Co-Ed.  Laura Malosetti Costa), Buenos Aires, Paidós, 2005.
- Portinari y el sentido social del arte (Ed.), Buenos Aires, Siglo XXI, 2005.
- León Ferrari. Restrospectiva 1954-2004 (Ed.), Centro Cultural Recoleta-Museo de Arte Latinoamericano de Buenos Aires-Colección Costantini, 2004.
- Listen Here Now! Argentine Art of the 1960s; Writings of the Avant-Garde (Co-Ed. Inés Katszenstein), The Museum of Modern Art, New York, 2004.
- Jorge Romero Brest. Escritos I (1928-1939) (Co-Ed. Et. al.), Buenos Aires, FFyL-UBA, 2004.
- Vanguardia, internacionalismo y política. Arte argentino en los sesenta, Buenos Aires-Barcelona, Paidós, 2001, 2003.
- Goeritz/Romero Brest. Correspondencias, Instituto de Teoría en Investigaciones Estéticas “Julio E. Payró”, Facultad de Filosofía y Letras, Universidad de Buenos Aires, 2000.
- Cultura y política en los años ’60 (Co-Ed. Et. Al.), Instituto de Investigaciones Gino Germani, Facultad de Ciencias Sociales, Oficina de publicaciones del CBC, Universidad de Buenos Aires, 1997.